# Port lotniczy Jixi
Port lotniczy Jixi (IATA: JXA, ICAO: ZYJX) – port lotniczy położony w Jixi, w prowincji Heilongjiang, w Chińskiej Republice Ludowej.

## Linie lotnicze i połączenia
| Linia Lotnicza           | Kierunek                        |
| ------------------------ | ------------------------------- |
| Beijing Capital Airlines | 1. Pekin-Daxing                 |
| Chengdu Airlines         | 1. Chengdu-Tianfu 2. Jinan      |
| China Express Airlines   | 1. Dalian 2. Tiencin            |
| China Southern Airlines  | 1. Guangzhou 2. Shenyang        |
| Hainan Airlines          | 1. Pekin                        |
| Loong Air                | 1. Hangzhou 2. Yantai           |
| Shanghai Airlines        | 1. Qingdao 2. Szanghaj-Hongqiao |
| Shenzhen Airlines        | 1. Harbin 2. Shenzhen           |